# Murika
Murika is een plaats in de Estlandse gemeente Saaremaa, provincie Saaremaa. De plaats heeft de status van dorp (Estisch: küla) en telt 47 inwoners (2021).
Murika behoorde tot in oktober 2017 tot de gemeente Leisi. In die maand werd Leisi bij de fusiegemeente Saaremaa gevoegd.
De plaats ligt aan de noordkust van het eiland Saaremaa.